# Bakar
Bakar (magyarul Szádrév, vagy Bukkari, olaszul: Buccari) város és község Horvátországban, Tengermellék-Hegyvidék megyében. Közigazgatásilag Hreljin, Krasica, Kukuljanovo, Plosna, Ponikve, Praputnjak, Škrljevo és Zlobin települések tartoznak hozzá.

## Fekvése
A horvát tengerpart egyik legfestőibb kisvárosa Fiumétól 15 km-re délkeletre a fekszik. A Bakari-öböl 4,6 km mélyen nyúlik be a szárazföldbe. Mélysége eléri a 40 métert. Bakar mint egy amfiteátrum, úgy öleli körül az öböl egy részét.
A település két nagyobb részből áll: a felső városrész a Grad magasabban helyezkedik el, itt a vár a legismertebb épület, mely 1530-ban a település legkorábbi részét képezte. Falait a 18–19. században bontották le.
Az alsó városrész két részből áll, a Zagrad és Primorje részekből közel a parthoz. Ez később alakult ki és itt épült ki a város kereskedelmi és forgalmi központja. Mindkét városrész jellemzői a mediterrán jellegű, szűk, lejtős utcák festői kilátással és látványos kis terekkel.

## Nevének eredete
A település neve (Bakar) horvátul rezet jelent. A név azonban valószínűleg nem a réz horvát nevéből, hanem az illír "Vel-Kier" (Köves-öböl) névből származik, mely a latinban Volcerára, a horvátban Bakarra, az olaszban pedig Buccarira változott. A magyar név a szád és a rév szavak összetétele, mely hegyszoros által védett kikötőjére utal.

## Története

### Bakar az ókorban
A régészeti kutatások tanúsága szerint a város területe már a történelem előtti időkben is lakott volt. Az i. e. 3. és 2. században az illírek libur népe uralta ezt a területet az Isztriai-félszigettől egészen a mai albán partokig. Ők adták a város legrégibb ismert nevét ami "Vel-Kier" (Köves-öböl) volt. A római kor az i. e. 2. század végén kezdődött. I. e. 129-ben Sempronius Tuditanus római konzul foglalta el Liburniát megalapozva ezzel a római uralmat. A liburok ugyan megpróbáltak megszabadulni a római fennhatóságtól, de kísérleteik kudarcot vallottak. Liburniát a római Illyricum provinciához csatolták. Az 1. század elején Liburnia területe libur-japod prefektúraként katonai igazgatási terület lett. Nem sokkal ezután az illír területeket Pannónia és Dalmácia provincia között osztották fel, melyből Liburnia Dalmácia része lett. Bakarban a római uralomnak számos tárgyi emléke maradt fenn, a temetők leletei, az olajmécsesek, tálak, gyűrűk, karkötők stb. Római pénzérmék is kerültek elő Néró, Traianus, Hadrianus császárok idejéből. Az ókori geográfus, asztronómus és matematikus Klaudiosz Ptolemaiosz 160 körül említi a Liburnia területén Senia és Tersatto között fekvő Volcera városát. A város latin neve az illír Vel-Kierből származik.

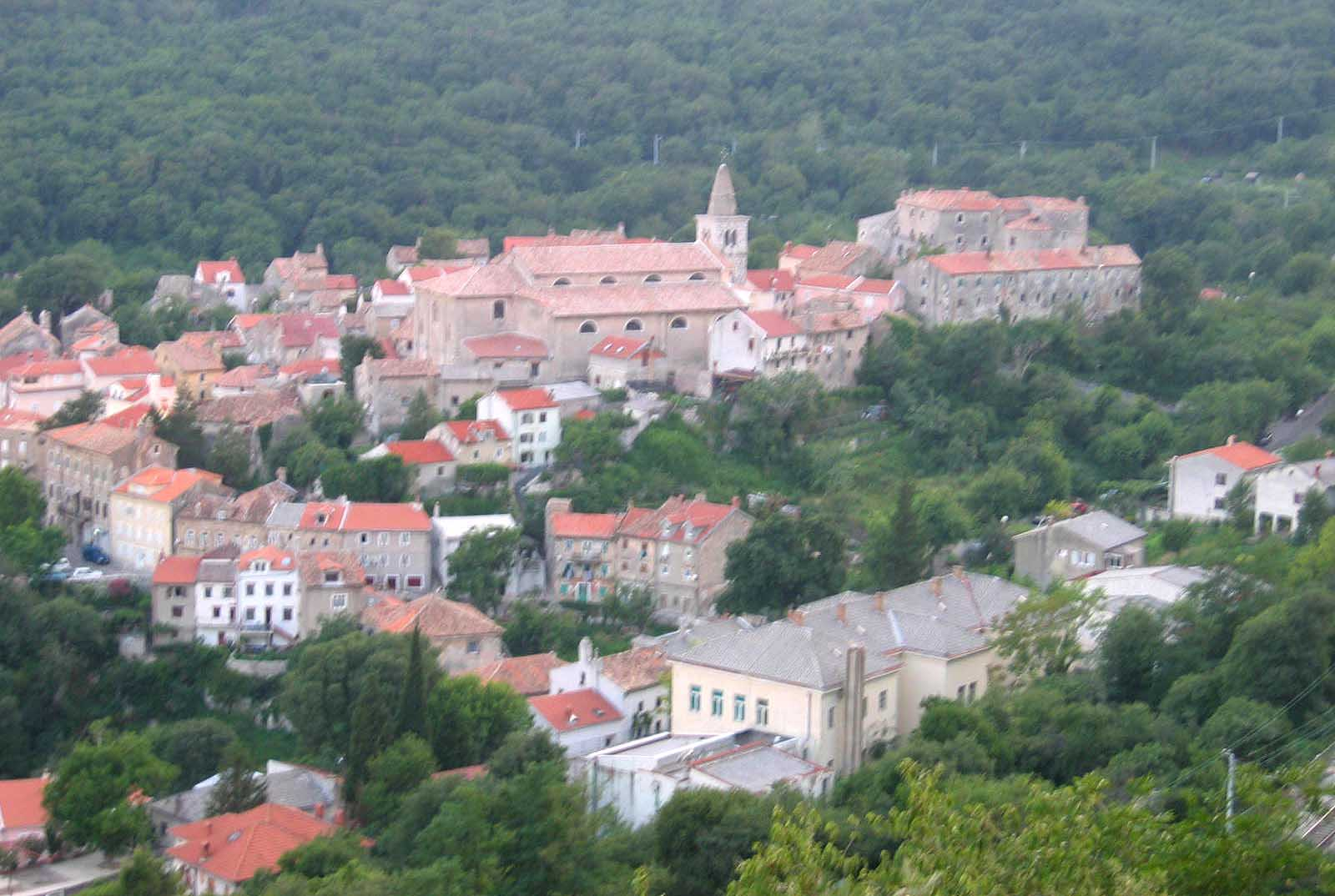
Az Óváros látképe

### Szádrév a Frangepánok és a Zrínyiek idejében
A Nyugat-római Birodalom bukása után 476-ban a terület a Bizánci Birodalom része lett, így 533-ban Bakar is bizánci uralom alatt volt. Ebben az időben jelentek meg a birodalom határain az avarok a szlávok kíséretében. Zengget már 630-ban elfoglalták az avarok és velük együtt a horvátok ősei. Az avarok további terjeszkedéséről nincs korabeli forrás szemben a horvátokéval, akik a part mentén észak felé haladtak tovább. Herakleiosz bizánci császár serege ekkor pusztította végig a Vinodoltól Bakarig terjedő területet. A 9. század elején Bakar már a horvát nemzeti királyok uralma alatt állt. Ekkor találkozhatunk először a város latin névből származó akkori horvát nevével (Velcera). Rövid bizánci uralom után Trpimir király (845-864) idején, majd később a horvát nemzeti királyok idejében Bakar a korbáviai ispánsághoz tartozott. A 12. század elejéről ismert Dasimir korbáviai ispán neve, ebből a korból maradt fenn Al Idriszi arab geográfus leírása, aki Bakart (Bkri) szép és népes városnak írja le. 1102-től Horvátország a Magyar Királyság része és 1225-ben II. András király Vinodolt Bakarral együtt a Frangepánok őseinek a Vegliai hercegeknek adta. 
1288-ban a vinodoli törvénykönyvben szerepel először a város mai horvát neve. A Frangepánok uralma alatt Bakar virágkorát élte, önálló közösség (communitas), saját közigazgatással, egyházi és katonai szervezettel, mely megalapozta a város közlekedési, kereskedelmi és kulturális központtá történő fejlődését. A 15. század végére sötét napok következtek a városra, mert a sorozatos török támadások meghiúsították mind a szárazföldi, mind a tengeri kereskedelmet. A vegliai hercegek közül Frangepán III. István volt a város utolsó ura, akinek 1557-ben bekövetkezett halálakor Bakar testvérének házassága révén a Zrínyiek birtoka lett. A Zrínyiek uralma alatt a kereskedelem újra fellendült, de az uszkók kérdés a Velencével való összetűzéshez vezetett. Az 1524-ben még Frangepán Bernát által kiadott bakari urbáriumot 1605-ben a hajók kereskedelmi tarifáinak rendezésével és néhány jogi előírással egészítették ki. A Zrínyiek nagyobb szabadságot biztosító kereskedelmi politikája, különösen a várost 1649-től igazgató Zrínyi Péter idején azt eredményezte, hogy Bakar egész Horvátország területének legjelentősebb tengeri kikötője lett. 1550 és 1670 között Szádrév néven Zrínyi birtok volt.
A város fejlettsége a 17. század folyamán elhúzódó viszályt és kereskedelmi háborút váltott ki közeli riválisával Fiumével, mely megpróbálta akadályozni Bakar kereskedelmi forgalmát. 1671-ben a bécsi udvar kivégeztette az összeesküvéssel vádolt Zrínyi Pétert és Frangepán Kristóf Ferencet, birtokaikat pedig elkobozták. Bakart is császári katonák fosztották ki. A város királyi kamarai birtok lett és az általa kinevezett kapitányok kormányozták.

### Bakar a Habsburg uralom alatt
A kapitányok azonban gyengén irányították a gazdaságot és hivatalnokaik kifosztották a várost. Mindehhez a kereskedelem teljes leállása társult. Ez az időszak a város gazdasági hanyatlásának korszaka. A helyzet csak akkor javult némileg, amikor 1692-ben a magyar királyi kamara Bakart Vinodollal együtt az osztrák császári kamarának adta át. III. Károly újra szabaddá tette tengeri és a helyi kereskedelmet, mely a török támadások megszűnésével megújult és kiszélesedett. Újabb lendületet adott a fejlődésnek a Tengermelléket az ország belső területeivel összekötő Karolina út megépülése. Mária Terézia királynő uralkodása idején különösen nagy súlyt helyezett a kereskedelem és ipar fejlesztésére. A város fejlődésére óriási hatással volt 1778. május 13-án kiadott rendelete, melyben Bakart szabad királyi várossá emelte, kikötőjét pedig szabad kikötővé nyilvánította. Egyúttal a bakari, hreljini és tersattói kapitányságokból megalapította a bakari municípiumot. 1779. április 23-án kelt másik rendeletével Bakarnak szabad királyi városként címert és önkormányzatot adott. Mint önálló és kiváltságokkal rendelkező város saját képviselőt küldhetett a horvát száborba. A kikötő fejlődésével fejlődött a hajózás és a hajóépítés is. Megalapították a város alapiskoláját, egymás után emelkedtek új épületei és a 18. század végére Bakar Horvátország legnagyobb városa lett. 1809 és 1813 között a város francia uralom alatt állt, ezalatt a bizonytalanság miatt gazdasági élete pangott. A franciák távozása után a város sokáig küzdött korábbi jogállásának visszaszerzéséért, de ezt csak 1834-ben érte el. Nem sokkal később azonban a Bakar és a környező települések közötti széthúzás szétverte ezt az igazgatási egységet. Végül 1874-ben a közigazgatást átszervezték és a municípium korábbi részei községekké lettek. Közben1849-ben tengerészeti iskola nyílt, 1875-ben pedig itt alapították meg a Horvát Hajózási Társaságot. 1873-ban megépült a fiumei vasútvonal és ez ugyanolyan csapást jelentett Bakar további fejlődésére, mint a vitorlásokról a gőzhajózásra való lassú áttérés. A Károlyváros – Fiume vasútvonal kiépülésével a tengeri forgalom mindinkább Fiuméba tevődött át, ezzel ismét csökkent Bakar jelentősége, bár a kulturális és társadalmi élet továbbra is élénk maradt.
A trianoni békeszerződésig Modrus-Fiume vármegye Sušaki járásához tartozott. 1910-ben 2092 lakosából 1922 horvát volt. A város mély kikötőjével 100 éves tengerészeti iskolájával ma is a horvát tengerpart egyik hajózási központja. 2011-ben a városnak 1470, a községnek összesen 8254 lakosa volt. Az utóbbi években a turizmus fellendülésével a város és polgárai mind nagyobb jövedelemre tesznek szert.

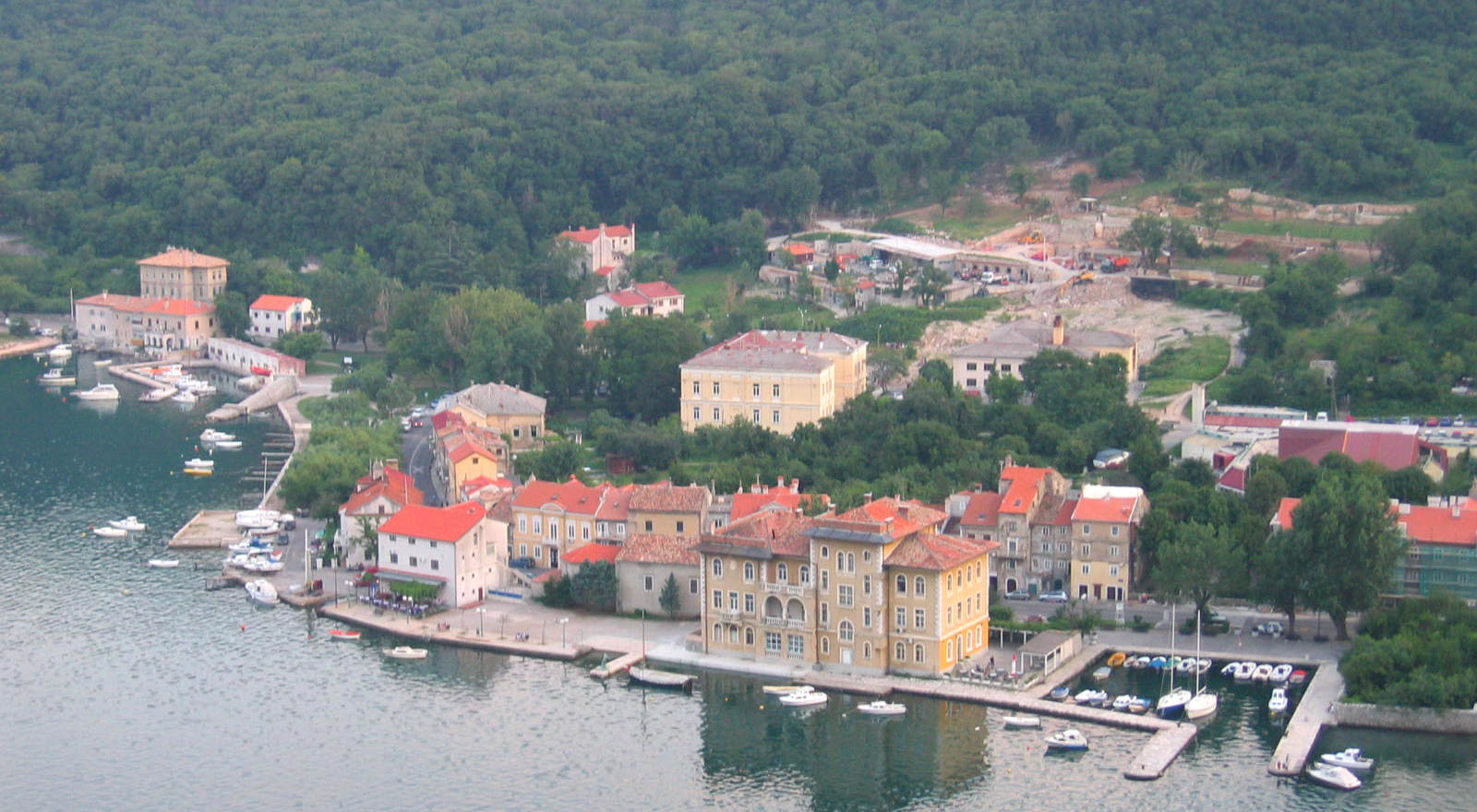
Bakar

## Címere
A város címerét Mária Terézia adományozta a szabad királyi város jogával együtt. A címerkép jellemző keletkezésének korára. Kétszer vágott pajzs, a felső mező vörössel és ezüsttel sakkozott, a középső mezőben kék alapon három zöld halmon egy-egy ezüst bástya, az alsó mezőben arany alapon fekete horgony látható harántosan ezüst kötéllel.

## Lakosság
| Lakosság változása | Lakosság változása | Lakosság változása | Lakosság változása | Lakosság változása | Lakosság változása | Lakosság változása | Lakosság változása | Lakosság változása | Lakosság változása | Lakosság változása | Lakosság változása | Lakosság változása | Lakosság változása | Lakosság változása | Lakosság változása |
| ------------------ | ------------------ | ------------------ | ------------------ | ------------------ | ------------------ | ------------------ | ------------------ | ------------------ | ------------------ | ------------------ | ------------------ | ------------------ | ------------------ | ------------------ | ------------------ |
| 1857               | 1869               | 1880               | 1890               | 1900               | 1910               | 1921               | 1931               | 1948               | 1953               | 1961               | 1971               | 1981               | 1991               | 2001               | 2011               |
| 2169               | 1900               | 1818               | 1765               | 1870               | 2092               | 2408               | 1829               | 1458               | 1657               | 1991               | 2097               | 1609               | 1642               | 1566               | 1470               |

## Nevezetességei
- A városka legmagasabb pontján áll a Frangepánok 16. században a török ellen épített várkastélya,[12] mely mai formájában a 18. században épült ki. Az építésre emlékeztet a bejárati kőkapuzat fölé elhelyezett glagolita írás az 1530-as évszámmal. Szabálytalan négyszög alaprajzú épület három hatalmas félköríves fedett bástyával. Három emeletes zömök falakkal emelt épületszárnyai kis méretű belső udvart fognak közre, melynek közepén ciszterna található. A kastély helyén már korábban is erődítmény állt, melynek alapjai a késő római-kora középkori időkbe nyúlnak vissza. Az 1288-as vinodoli törvénykönyv Bakart erődített városként említi, melyet a Frangepánok megbízásából várkapitány igazgatott. 1557-től 1671-ig a Zrínyiek voltak az urai, majd ezt követően az épület romlásnak indult. 1750-ben és 1751-ben földrengések okoztak benne súlyos károkat. A felső emeletek és a pártázatos torony leomlottak, a falak megrepedtek, a tetőn több lyuk tátongott. Mai formáját a helyreállítás után nyerte el. Kamarai, majd katonai igazgatás alatt állt. 1848-ban keleti falában Jelacsics bán rendeletére új bejáratot nyitottak, ezért ezt báni kapunak is nevezik. 1849-ben itt nyílt meg a tengerészeti iskola. Ma a kastély egy részében szálloda, másik részében kultúrház működik.[13]
- A Szent Margit templom 1658-ban Zrínyi Péter rendeletére épült a kikötő mellett. Főoltárát a neves szlovén festőművész Valentin Metzinger 1757-ben festett képe díszíti. A kép Szent Margitot Szent Borbála és Szent Katalin társaságában ábrázolja barokk környezetben. A főoltár mellett jobb és bal oldalon két mellékoltár áll az egyik Szűz Mária "Madone della lettera" oltárképével, a másik Pádua Szent Antal tiszteletére van szentelve. Az oltárokat időközben újakra cserélték, de az eredeti oltárképek megmaradtak. Az I. világháborúig a templomnak két harangja volt, de az egyiket háborús célokra kellett felajánlani. Nepomuki Szent János szobra, amely 1804-ig a templomban volt, ekkor kivitték a szentélyből és a Városháza előtti téren állították fel, ahol ma is áll.[14]
- A kis Szent Kereszt templom, mely a Felsőváros ódon házsorai közé van mintegy bepréselve máig megőrizte középkori formáját.
- A Szűz Mária templomot 1445-ben egy régi horvát nyelvű egyházi irat említi először. Az idők folyamán bővítették és egy időben, amikor a Szent András templom a földrengés után romokban állt ez volt a város plébániatemploma. 1641-ben a város akkori urai a Zrínyiek megújíttatták és újraszenteltették. Akkor került a főoltárra a Fájdalmas Szűzanya szobra karjaiban a halott Jézussal. 1666-ban a templomot meghosszabbították és megszélesítették, majd a 18. század elején a szentélyt alakították át. Akkor festette faliképeit az udinei Valter Meduni. Az idők folyamán a templomba a város több nevezetes családja és papja temetkezett. Homlokzatát késő reneszánsz félköríves kőkapuzat és felette rozetta díszíti. Körülötte volt egykor Bakar központjának temetője a Szent Miklós temető, melyet miután szűknek bizonyult, 1850 körül megszüntettek és a templom környezetét átrendezték.[14]
- A Szent András-plébániatemplom a város legnagyobb és legrégibb temploma. Elődje valószínűleg a 12. században épült, de eredetileg a mainál sokkal kisebb volt. A templomot kétszer is 1323-ban és 1750-ben földrengés rombolta le. A régi templom alapjain 1850-ben építették a mai késő barokk templomot. Ma az ország harmadik legnagyobb temploma. A templom előtt felirata szerint 1710-ben épített harangtorony áll, mely a földrengéseket átvészelve a mai napig eredeti formájában maradt. A templomnak kilenc oltára van, a bal oldalon Remete Szent Antal, Szent Rókus, a Szentháromság, Szent Vilima, a jobb oldalon a Mindenszentek, Szent Miklós, a Rózsafüzér királynője és Szent Anna tiszteletére szentelve. A kilencedik a Szent András főoltár. A Szentháromság oltáron Girolamo da Santa Croce a 15. század végén festett képe található, melyet még a régi templomból hoztak ide át. Egyben ez a templom legrégibb műalkotása. A régi templomból került át még öt ovális fehér márvány medaljon is, melyek a Szent Rókus és a Mindenszentek oltáron lettek elhelyezve. Jézus életéből és szenvedéséből ábrázolnak részleteket. A kincstárban őriznek egy romantikus stílusú keresztet, Szent Orsolya relikviáját a 16. századból, egy 17. századi portált és egy barokk kelyhet is. A szentély alatti sírboltban a város kiválóságai vannak eltemetve.[14]
- A városháza helyén egykor egy a Zrínyi uradalomhoz tartozó gazdasági épület állt. A városháza 1564-ben épült, északi oldalán a következő felirat áll: "AEDIF:MDLXIV" és "RENOV:MDCCCLXXV", azaz épült 1564-ben, megújították 1875-ben. Az épület volt a Mária terézia által 1778-ban alapított és 1875-ig működött bakari municípium, a városi és járási közigazgatás székháza. Itt raboskodott egykor Josip Broz Tito, miután kraljevicai hajóépítő munkásként a Jugoszláv Kommunista Párt tagjaként letartóztatták és az ogulini perben elítélték. A cella helyét emléktábla jelöli.
- A püspöki palota a városfalakra támaszkodva épült. Itt laktak a török veszély idején 1493-ban Modrusból Zenggbe és Noviba menekült modrus-zenggi püspökök a 17. század közepétől a 18. század közepéig. 1849-ben a püspökség a káptalannak adta át az épületet és ekkor teljesen megújították. Az épületen Čolić püspök címere látható.[14]
- A római ház eredetileg apácakolostornak épület a 18. század elején, később a de Agnesi család tulajdona volt. Reneszánsz épület az első és második emeleten boltozatos loggiával, a homlokzatán címerrel.[14]
- A török ház építési ideje ismeretlen. Szokatlan formájú épület, mely jól illeszkedik a Felsőváros képébe. Alsó része szabályos négyszög alaprajzú, de a felső rész viszont szabálytalan ötszög alaprajzú és török lakóházat formáz. Évszázadokig lakóház, majd 1900 és 1918 között a fiumei török konzulátus székhelye volt. 1965-ben teljesen felújították és műteremként működött, jelenleg lakatlan, állapota leromlott.[14]
- A Petacci-palota egyemeletes épület két épületszárnnyal, melynek központi része a 18. század elején épült. Itt szállt meg III. Károly király 1728. szeptember 16-án egynapos bakari látogatása során. Később a városi uradalom igazgatási székhelye volt.[14]
- A Marochini-Battagliarini palota[15] a 17. század végén épült a városfalakon kívüli szabadonálló épületként. Három emeletes, kőfaragványokkal díszített barokk épület reprezentatív fényes portálokkal. Egyiken a "Studio et labore" felirat, a másikon kőből faragott emberfej látható. Homlokzatán a Marocchini család címere az 1716-os dátummal. A II. világháború után az épület egy részét múzeumként rendezték be.[14]
- A városi ispotály a 18. század végén a város falain kívül épült járványkórházként. Később, amikor ilyen kórházra nem volt szükség szegényháznak rendezték be. 1847 és 1883 között itt volt elhelyezve a tengerészeti iskola két osztálya is. Noha ma lakóházként szolgál fennmaradt az épület régi "Špital" elnevezése.[14]
- Mindemellett még számos barokk palota is látható a városban, melyek egykor gazdag patrícius családok otthonai voltak.
- Szent Kozma és Damján tiszteletére szentelt plébániatemploma[16] a település központjában található. Egyhajós, egyszerű téglalap alakú alaprajzú épület, amely sokszögű apszissal végződik. Nyeregtetővel van fedve, mely a szentély felett valamivel alacsonyabb. A déli oldalon egy négyszögletes alaprajzú harangtorony található, amelyet laternával díszített kupolával fedtek be. A szentélyhez egyszerű téglalap alaprajzú sekrestye csatlakozik. A dokumentumok templom létezését már 1080-tól említik ezen a helyen, és az is ismert, hogy 1735-ben bontották le, majd helyére újat építettek. A jelenlegi formája a 20. században alakult ki.

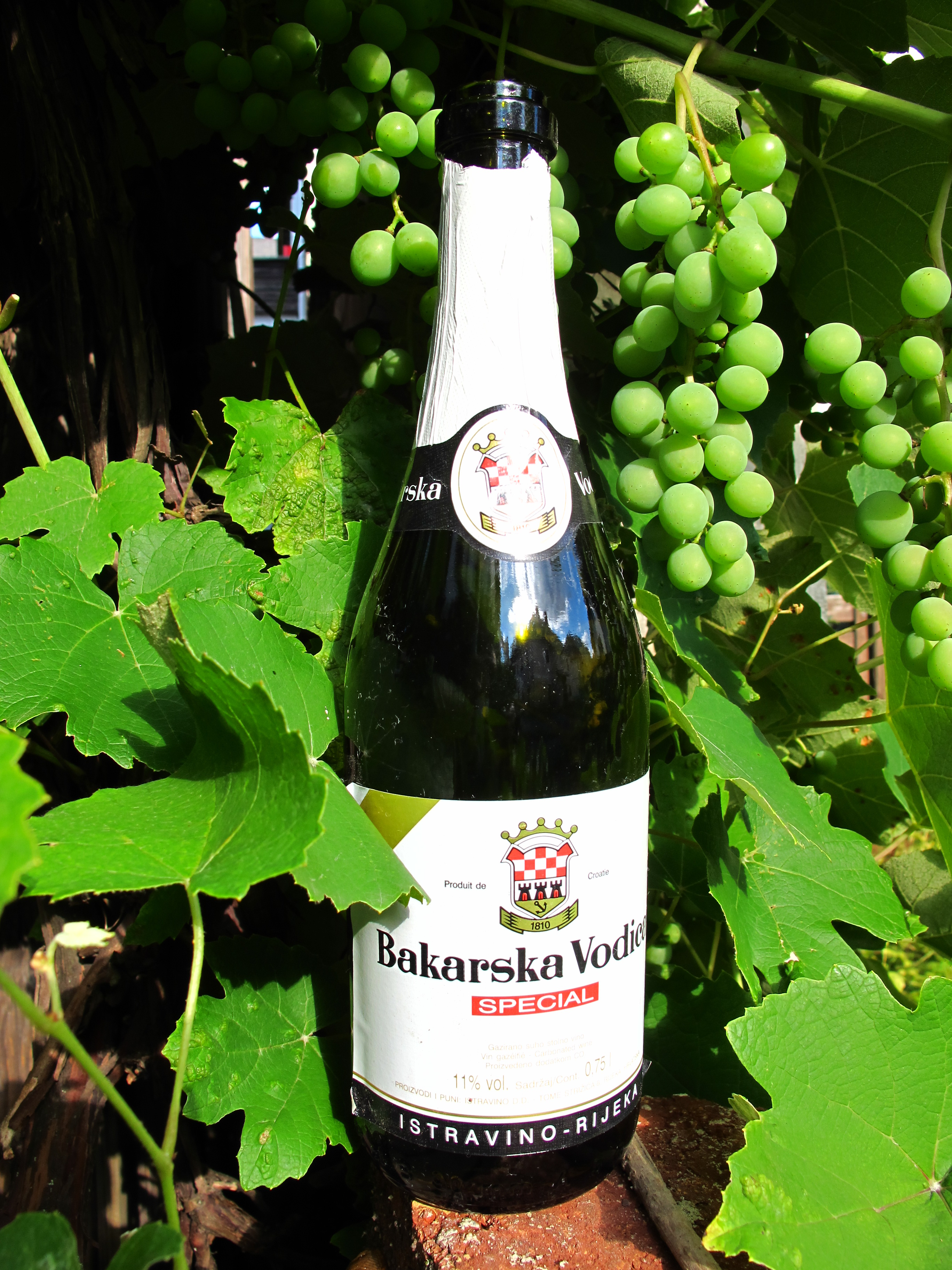
A Bakarska Vodica, a bakari habzóbor

## Gazdaság
A távoli múltban bakar az Észak-Adria halászati központja volt, halászai látták el hallal Fiume, Trieszt és Velence városait is. A város több mint hatvan hajóból álló kereskedelmi flottával rendelkezett és leghíresebb árucikke a habzóbor volt. Ma kiterjedt a nyomdászati tevékenység, itt nyomtatnak néhány hírlapot és könyvkiadás folyik, a város vendéglátó egységei az egész területén működnek és az öbölben ipari övezetet alakítottak ki.
A bakari habzóbor gyártást fellendítése még Mária Terézia nevéhez fűződik aki a 18. század második felében engedélyezte jobbágyainak, hogy puszta területeiken szőlőt telepítsenek. Itt nevelték ki a Belina szőlőfajtát, mely a jellegzetes habzóbor a „Bakarska vodica“ alapanyaga lett. A gyártás a 20. századig folyt, 1956-ban szüntették be. 1972-ben a termőterületet védett övezetté és kulturális örökséggé nyilvánították 2001-ben a praputnjaki Dolčina társaság újra elkezdte a hagyományos bakari habzóbor gyártását az 1929-es szabványnak megfelelően.

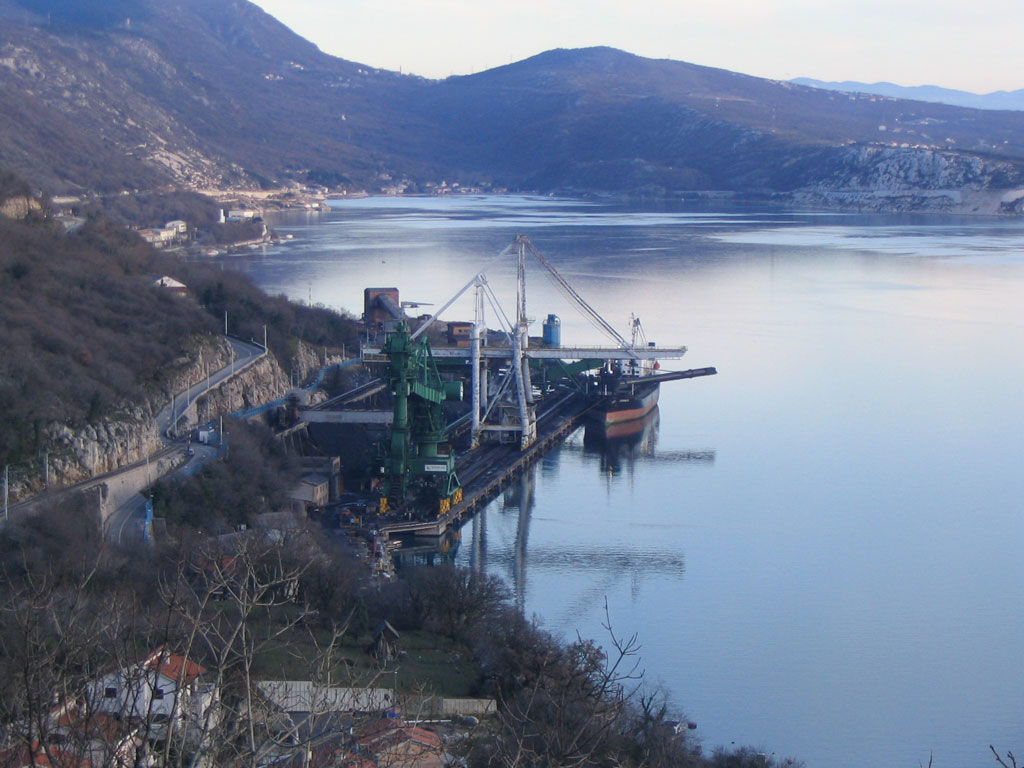
A Bakari-öböl a kokszolóművel

Bakar iparosítása 1970-es évek közepén kezdődött el, akkor épültek ipari létesítményei a kokszolóüzem, a kikötő és az Ina üzeme, melyek ökológiai veszélyt jelentettek az egész vidékre. A kokszoló 1976-ban épült és 1995-ig működött. 1977-ben 250 méter magas kéményt építettek mellé, melyen át káros gázok jutottak a légtérbe. A mai ipari létesítmények kevésbé veszélyeztetik a környezetet. A Bakari-öbölben 17 km-re Fiumétól hozták létre a kukuljanovói szabad ipari övezetet. Az övezet kivételesen kedvező helyen épült, a Zágráb-Fiume és a Fiume-Split autópályák, valamint a tervezett Fiume-Trieszt autópálya közvetlen közelében. A kikötői komplexum 3 kilométer hosszan nyúlik el Škrljevo vasútállomásának közvetlen közelében. Az ipari zóna területén árutermelés és feldolgozás, nagykereskedelem és közvetítés, banki szolgáltatások és egyéb pénzügyi tranzakciók, valamint biztosítói tevékenység zajlik.

## Kultúra
- A Városi Múzeum egy 1690-ben épített házban van elhelyezve. Régészeti gyűjtemény, levéltári anyagok, köztük glagolita írások, navigációs eszközök és sok más történeti érdekesség látható itt. Sajnos a nyilvánosság számára zárva van.

- A város nyári kulturális-művészeti rendezvénye a „Margaretino ljeto” koncertekkel, színházi előadásokkal, estekkel és találkozókkal.

- A város kulturális egyesületei:
  - KUU "Sklad" – férfi, női és vegyeskar
  - KUU "Sv. Andrej" kulturális egyesület
  - "Ribice srebrice" gyermekkar
  - "Mareta" női kar
  - "Bakarska žena" nőegylet
  - "Vita" egyesület
  - "Naša djeca" egyesület
  - "Bakarske maškare" karneváli egyesület
  - "BKwireless" informatikai társaság

- A város hagyományos és egyedülálló karneváli felvonulása a „Párizs–Bakar rally”, melyben a Fiumei karneválhoz kapcsolódóan maskarákba öltöztetett autók és vezetőik teszik meg a Fiume-Bakar távolságot. Az eseményt a Fiumei Autóklub rendezi a Fiumei turisztikai egyesület, Bakar város és Kostrena község védnökségével, Tihomir Filipovićnak az 1990-es Párizs-Dakar rallyn való részvétele emlékére.

- Bakar helyi jellegzetessége a „bakarski baškot” egy előre, avagy frissen sütött kerek péksütemény, melyet egykor a chioggiai halászok hoztak a városba. Valamikor hosszú hajóutakra vitték magukkal kenyér helyett és hagyományosan borba mártják.

## Sport
A város labdarúgó egyesülete az „NK Bakar”, rajta kívül még kosárlabdaklub és sporthorgász egyesület működik a településen.

## Galéria
| Képgaléria: Bakar óvárosa és a kikötő képeken - A Frangepán-kastély - A Szent András plébániatemplom - A török ház - A római ház - Szűk utca az óvárosban - A városháza - A Bakari-öböl - A Bakari-öböl és a Jadran szálló - Látkép a tengerről - A tengerészeti akadémia hajója |
| --- |